# مغارة الدرة
مغارة الدرة، مغارة سورية، تقع في محافظة طرطوس على الحدود مع محافظة «حماة» قي قرية «حيلاتا» التابعة لمدينة «الدريكيش»، بالقرب من جبل النبي متّى.
ساهمت عوامل الحت والتعرية بنشوء الصواعد والنوازل اللماعة، تنعكس أشعة الشمش على مياه الينابيع المتدفقة بين جنبات المغارة مشكلة منظراً جميلاً.